# Underworld (pel·lícula de 1927)
Underworld (també estrenada com Paying the Penalty) és una pel·lícula muda de ficció criminal estatunidenca del 1927 dirigida per Josef von Sternberg i protagonitzada per Clive Brook, Evelyn Brent i George Bancroft. La pel·lícula va iniciar la col·laboració de vuit anys de Sternberg amb Paramount Pictures, amb qui produiria les seves set pel·lícules amb l'actriu Marlene Dietrich. El periodista i guionista Ben Hecht va guanyar un Oscar a la millor història original.

## Argument
El bulliciós cap de gàngsters, 'Bull' Weed, rehabilita el 'Rolls Royce' Wensel, un antic advocat que ha caigut en l'alcoholisme. Els dos es converteixen en confidents, amb la intel·ligència de Rolls Royce ajudant als esquemes de Weed, però les complicacions sorgeixen quan Rolls Royce s'enamora de la xicota de Weed 'Feathers' McCoy.
A les dificultats d'en Weed s'afegeixen els intents d'un gàngster rival, 'Buck' Mulligan, per dominar el seu territori. El seu antagonisme arriba al clímax amb Weed matant Mulligan i ell és empresonat. A l'espera d'una sentència de mort, Rolls Royce idea un pla de fugida, però ell i Feathers s'enfronten a un dilema, preguntant-se si haurien de fugir junts i deixar Bull Weed a la seva sort.

## Repartiment
- Clive Brook com "Rolls Royce" Wensel
- Evelyn Brent com "Feathers" McCoy
- George Bancroft com "Bull" Weed
- Fred Kohler com "Buck" Mulligan
- Helen Lynch com a Meg, la noia de Mulligan
- Larry Semon com "Slippy" Lewis
- Jerry Mandy com a Paloma
- Alfred Allen com a jutge (sense acreditar)
- Shep Houghton com a Street Kid (sense acreditar)
- Andy MacLennan com a One of Laughing Faces at the Ball (sense acreditar)
- Ida May com a Laughing Woman at the Ball (sense acreditar)
- Karl Morse com "High Collar" Sam (sense acreditar)
- Julian Rivero com a un dels secuaços de Buck (sense acreditar)

## Antecedents
La breu estada de Josef von Sternberg com a director a Metro-Goldwyn-Meyer es va acabar per consentiment mutu el 1925 poc després que abandonés el plató d'un vehicle de Mae Murray The Masked Bride. La pel·lícula va ser completada per Christy Cabanne.
El següent projecte de Sternberg va ser un encàrrec de Charlie Chaplin (United Artists) per escriure i dirigir A Woman of the Sea protagonitzada per Edna Purviance. Aquest episodi també va acabar malament: la pel·lícula mai es va estrenar i Chaplin es va sentir obligat a destruir tots els negatius de la pel·lícula. Tal com va dir Sternberg sardònicament a les seves memòries de 1965 Fun in a Chinese Laundry, "Va ser l'última pel·lícula d'[Edna Purviance] i gairebé la meva."
Sternberg va acceptar una oferta de contracte de Paramount Pictures el 1926, amb la condició humiliant que fos degradat al paper d'assistent de direcció. Ràpidament se li va assignar per tornar a rodar parts de Children of Divorce de Frank Lloyd. El seu treball va ser tan destacat que l'estudi el va premiar amb un projecte propi. El resultat va ser la seva pel·lícula més famosa fins ara de la seva carrera: Underworld. La pel·lícula "establiria Sternberg al sistema de Hollywood."

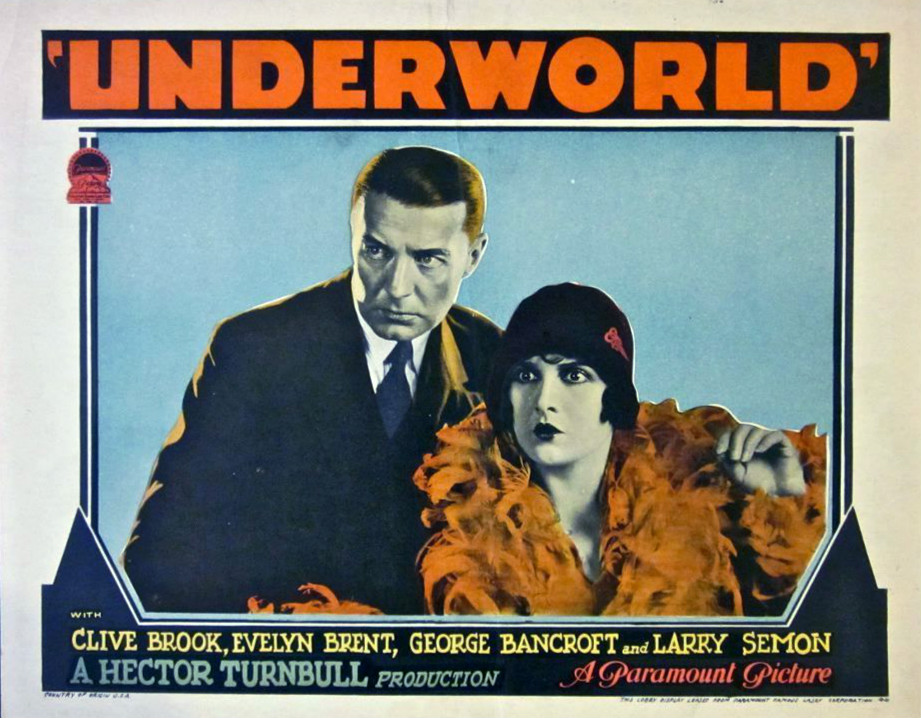
Targeta publicitària de la pel·lícula

## Producció
Underworld està basafs en una història de Ben Hecht, un antic periodista de crims de Chicago, i adaptada per al guió per Robert N. Lee amb títols de George Marion Jr. produït per B. P. Schulberg i Hector Turnbull amb fotografia de Bert Glennon i editat per E. Lloyd Sheldon. Sternberg completed Underworld in a record-setting five weeks.
El paper de gàngster interpretat per George Bancroft es va inspirar en "Terrible" Tommy O'Connor, un mafiós irlandès-estatunidenc que va matar el cap de policia de Chicago Padraig O'Neil el 1923 però va escapar tres dies abans de l'execució i mai va ser detingut.
Paramount Pictures, inicialment contenta amb la producció, va predir que la pel·lícula fracassaria. L'estrena inicial es limitava a una sola s, el alaNew York Paramount. L'estudi no va oferir publicitat anticipada. L'escriptor Ben Hecht va sol·licitar (sense èxit) que el seu nom fos retirat dels crèdits, a causa de les pèssimes perspectives de la pel·lícula.

## Recepció
Contràriament a les expectatives de l'estudi, la resposta del públic a la projecció de Nova York va ser tan positiva que Paramount va organitzar projeccions durant les 24 hores al Paramount Theatre per "acomodar les multituds inesperades que es van aplegar a l'atracció".
Cap director de la història del cinema pot igualar la preocupació de Sternberg per les harmonies dels senyals manuals... encendre un cigarret, agafar una tassa de cafè, acariciar-se les pells és, per a Sternberg, equivalent a mostrar-ne l'ànima.
Time va considerar que la pel·lícula era realista en algunes parts, però no li agradava el tòpic de Hollywood de convertir un personatge malvat en cor d'or al final.
Underworld va ser ben rebuda a l'estranger, especialment a França, on els directors Julien Duvivier i Marcel Carné van quedar profundament impressionats amb la tècnica cinematogràfica "clínica i espartana" de Sternberg. El cineasta i surrealista Luis Buñuel va nomenar Underworld com la seva pel·lícula preferida de tots els temps.
Paramount, encantada per l'"èxit crític i comercial" de la pel·lícula, va atorgar una medalla d'or i una bonificació de 10.000 dòlars a Sternberg.
Ben Hecht va guanyar el Premi Oscar a la millor escriptura a la cerimònia dels Premis Oscar de 1928 pel seu treball a la pel·lícula.
El 2008, l'American Film Institute va nominar aquesta pel·lícula als seus Top 10 Gangster Films list.

## Tema
Sternberg ha rebut el crèdit de "llançar el gènere cinematogràfic de gàngsters". El crític Andrew Sarris adverteix que ""Underworld" "és "menys una pel·lícula proto-gàngster que una pel·lícula pre-gàngster" en la qual el món criminal de l'era de la prohibició proporciona un teló de fons per a una història tràgica d'un "heroi byronià "destruït, no per les forces venjadores de la llei i l'ordre", sinó per les eternes vicissituds de l'"amor, la fe i la falsedat".
La influència del periodista Ben Hecht apareix en l'operació de la floristeria i l'assassinat de l'arxienemic de "Bull" Weed, el "florista" Buck Mulligan, evocant l'assassinat de la vida real el 1922 del capità Dion O'Bannon per part de la mafia de Tony Torrios. Els cotxes fúnebres també abunden a la pel·lícula, coneguts com els amplis mitjans de transport utilitzats per ocultar activitats criminals i personal a Chicago. Malgrat aquestes referències contemporànies, Underworld no es qualifica com "la primera pel·lícula de gàngsters", ja que Sternberg "va mostrar poc interès pels aspectes purament mafiosos del gènere" ni per la "mecànica del poder [de la mafia]". En lloc d'invocar les forces i les desigualtats socials contemporànies, el "Bull" Weed de Sternberg està subjecte a un "destí implacable", igual que els herois. de l'antiguitat clàssica. Les companyes dels proscrits són menys xicotes de gàngsters, addictes a homes violents, sinó protagonistes per dret propi, que indueixen “la venjança i la redempció”. El gènere només s'establiria correctament en clàssics del cinema com Little Caesar (1930), The Public Enemy (1931), Scarface (1932), L'últim refugi (1941), Al roig viu (1949), La jungla d'asfalt (1950) i Atracament perfecte (1956).
El crític de cinema Dave Kehr, que va escriure per a Chicago Reader el 2014, qualifica Underworld com una de les grans pel·lícules de gàngsters de l'era muda. "La pel·lícula va establir els elements fonamentals de la pel·lícula de gàngsters: un heroi fatxenda; carrers de la ciutat ominosos i envoltats de nit; fulanes; i un final fulgurant en què els policies van matar al protagonista."